# Les Impatientes (mini-série)
Pour les articles homonymes, voir Les Impatientes.
Les Impatientes est une mini-série française en trois épisodes de 52 minutes, réalisée par Jean-Marc Brondolo et diffusée en France le 26 septembre 2018 sur France 2.

## Synopsis
Une mère de famille, une jeune fille de cité et une scientifique partagent la même cellule dans une maison d'arrêt pour femmes. Ces femmes si différentes, condamnées pour des faits très différents vont-elles s'entendre ?

## Distribution
Sauf indication contraire, les informations mentionnées dans cette section peuvent être confirmées par la base de données cinématographiques IMDb,  présente dans la section « Liens externes ».
- Noémie Lvovsky : Maude Girard
- Roxane Potereau : Leïla Kahyat
- Léonie Simaga : Isabelle Maroni
- François Morel : Juge Villedieu
- Thierry Godard : Dominique Ténier
- Catherine Jacob : La Baronne
- Vladislav Galard : Pascal Delcourt
- Juliet Lemonnier : Pauline Estanguet
- Dany Benedito : Stéphanie Roch
- Joséphine Caraballo : Édith Lemoine
- Lucie Rébéré : Sophie
- Julien Tortora : David
- Étienne Diallo : Driss Diakaté
- Mohamed Brikat : Amine
- Francine Lorin-Blazquez : Jessie
- Franck Adrien : Rémi Girard
- Melanie Baxter-Jones : Cathy
- Heidi Becker-Babel : Bahia
- Marine Behar : Sandy
- Sabrine Ben Njima : Awa
- Pascal Carré : Homme Baronne
- Gilles Chabrier : Docteur Franchon
- Angélique Clairand : Surveillante infirmerie
- Alissia Esteve : Estelle
- Margaux Fabre : Clarisse
- François Font : Professeur Delautre
- Franck Gonzalez : Gonzo
- Beba Hayden : Mouna
- Karimouche : Malika Jazali
- Antoine Piquet : Kevin Foray
- Patrice Sandeau : Jeremy Leroy
- Clotilde Tardy : Céline
- Justine Viotty : Détenue 108
- Marc Wilhelm : Major Morel
- Édith Saulnier : Célia

## Accueil critique
Pour Moustique, la mini-série « apporte un regard plein d'humanité sur les femmes prisonnières » mais « regrette malheureusement les dialogues trop écrits qui rendent le tout un peu pompeux et théâtral dans un scénario bien ficelé qui aurait gagné à plus de naturel de la part des comédiens ». Le Figaro estime pour sa part que « cette mini-série en trois parties s'avère très réussie, notamment grâce aux comédiennes auxquelles on s'attache ».

## Récompense
Présenté au Festival de la fiction TV de La Rochelle 2018, la mini-série a valu à ses trois comédiennes principales le prix d'interprétation.